# 偽善貪泉介
偽善貪泉介（学名：Tanchuanoleberis pseudodemokrace）为光面介科貪泉介屬下的一个种。